# Maximiliano Meza
Maximiliano Meza (General Paz, 15 de dezembro de 1992), é um futebolista argentino que atua como meio-campo. Atualmente, joga no River Plate.

## Carreira

### Gimnasia y Esgrima
Meza se profissionalizou no Gimnasia y Esgrima, em 2012, no qual atuou até 2016. No clube fez 100 partidas oficiais e doze gols marcados.

### Independiente
Meza chegou ao clube em 2016, e integrou o Independiente na campanha vitoriosa da Copa Sulamericana de 2017.

### River Plate
Após passagem no futebol mexicano, acerta seu retorno a Argentina, para jogar pelo River Plate.

## Carreira
Foi convocado para defender a Seleção Argentina de Futebol na Copa do Mundo de 2018.

## Títulos
Independiente
- Copa Sul-Americana: 2017
- Copa Suruga Bank: 2018

Monterrey
- Liga dos Campeões da CONCACAF: 2019